# نوبرت هان
نوبرت هان (انگلیسی: Norbert Hahn؛ زادهٔ ۶ ژانویهٔ ۱۹۵۴) لژسوار اهل آلمان بود.
وی در مسابقات کشوری و بین‌المللی در مجموع برندهٔ ۸ مدال طلا، ۵ مدال نقره، ۱ مدال برنز شده است که شامل المپیک ۲ طلا «۱۹۷۶٫۱۹۸۰»، در مسابقات جام جهانی ۲ طلا «۱۹۷۵٫۱۹۷۷» ۲ نقره «۱۹۷۳٫۱۹۷۹» ۱ برنز «۱۹۷۸»، در مسابقات اروپایی ۴ طلا «۱۹۷۳٫۱۹۷۵٫۱۹۷۸٫۱۹۸۰» و سه نقره «۱۹۷۴٬۱۹۷۷٬۱۹۷۹» به دست آورده است.